# ديفيد إي. فان زانت
ديفيد إي. فـان زانت (بالإنجليزية: David E. Van Zandt)‏ هو بروفيسور ومحامي أمريكي، ولد في 17 فبراير 1953 في Montgomery Township, New Jersey ‏ في الولايات المتحدة.

## وصلات خارجية
- الموقع الرسمي